# Hebreerbrevet
Hebreerbrevet (grekiska Πρὸς Έβραίους, ”Till hebreerna”) är en skrift som ingår i Nya Testamentet. I skriften jämförs Kristus med en överstepräst, och det gamla förbundet med det nya. Kristus sägs ha offrat sitt blod i en himmelsk helgedom. Brevet kanoniserades som Paulus brev till hebreerna, men tros inte vara skrivet av Paulus, vilket brevet självt inte heller påstår sig vara. Brevet har även föreslagits att vara skrivet av Barnabas eller Clemens. Brevet anses av de flesta forskare vara författat under 60-talet e.Kr., men det finns forskare som placerar det vid en senare tidpunkt.